# وودفین (کارولینای شمالی)
وودفین (به انگلیسی: Woodfin) شهری در ایالت کارولینای شمالی کشور ایالات متحده آمریکا است که جمعیت آن در سرشماری سال ۲۰۱۰ میلادی، ۶٬۱۲۳ نفر بوده‌است.